# Conrad Eduard Löhr

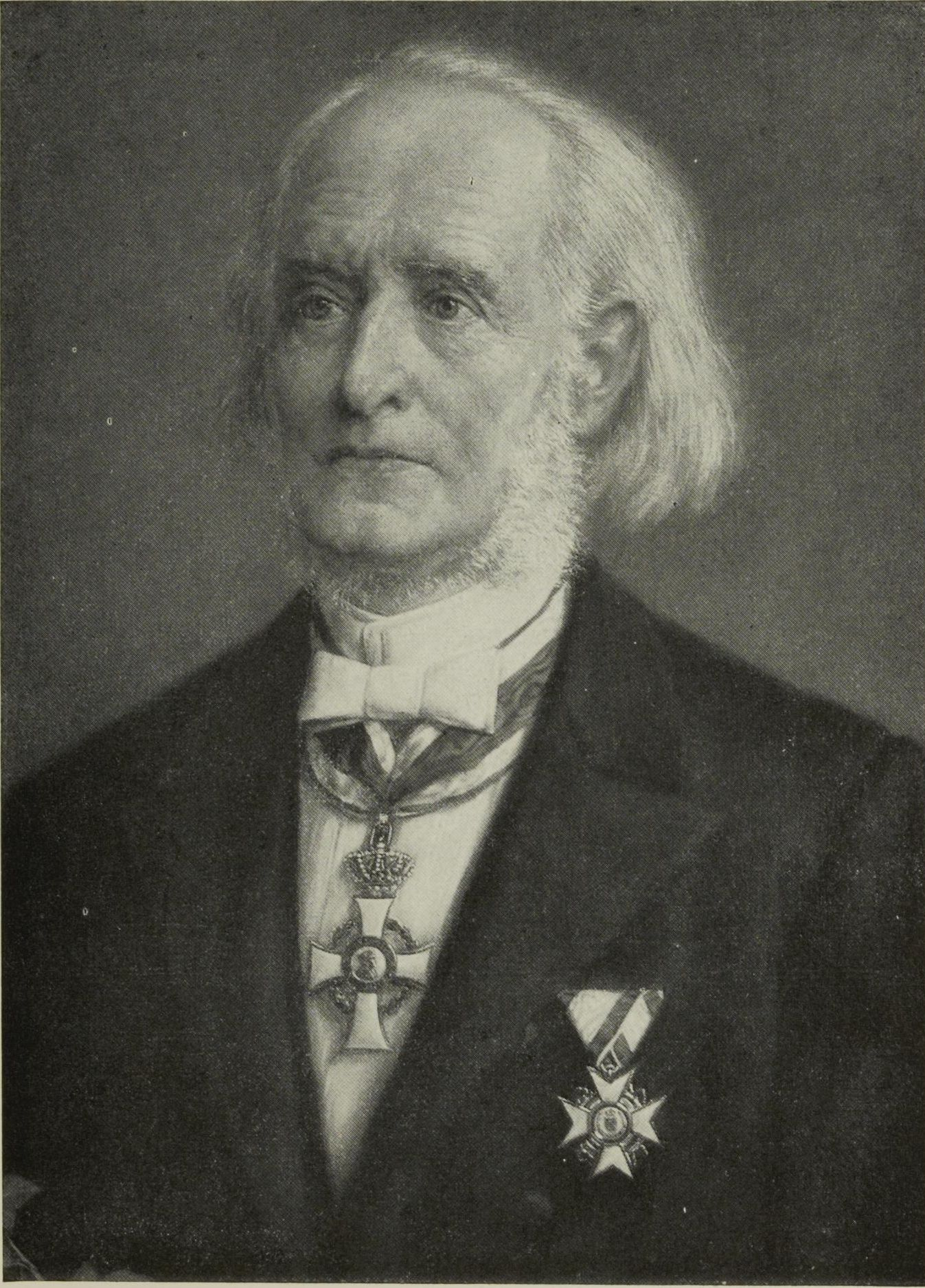
Conrad Eduard Löhr

Conrad Eduard Löhr (* 22. Dezember 1813 in Zwickau; † 22. Februar 1890 in Dresden) war ein deutscher Jurist und Politiker.

## Leben
Nach einem Studium der Rechtswissenschaften war Löhr zunächst 1836/37 als Gerichtsregistrator in Lichtenstein/Sa. tätig. Er ließ sich als Rechtsanwalt in Johanngeorgenstadt nieder (nachgewiesen 1842), wo er 1839 als Ratsaktuar und ab 1840 als Ratsmitglied wirkte. Vom 2. Mai 1847 bis September 1854 amtierte er als Bürgermeister von Marienberg. Als solcher gehörte er 1851/52 der I. Kammer des Sächsischen Landtags in der Klasse der Magistratspersonen an. Er zog nach Freiberg, wo er zum Ersten Stadtrat gewählt wurde. 1858 wurde er als Nachfolger von Adolph Traugott Eduard Starke Bürgermeister von Bautzen. Ab dem Landtag 1860/61 bis zu seinem Tod vertrat er diese Stadt in der I. Landtagskammer, in der er ab 1871 als Erster Sekretär fungierte. Er starb im Februar 1890 in Dresden, wo er sich für eine Landtagssitzung aufhielt. Seine Ehefrau Marie Henriette Löhr war bereits vor ihm verstorben.
Für seinen Einsatz für den Bahnbau nach Johanngeorgenstadt wurde er dort 1874 zum Ehrenbürger ernannt. Der Bildnis- und Historienmaler Moritz Rödig (1844–1918) porträtierte Löhr in Öl. Das Gemälde war 1891 im Kunstsalon Emil Richter ausgestellt.